# 印旛村
印旛村（日语：／ Inba mura */?）是千葉縣印旛郡的一村。已於2010年3月23日併入印西市。